# FSWS계획
FSWS계획 (에프에스더블유에스계획, FSWS PROJECT)는 애니메이션 "기동전사 건담"에서 발단이 된 프라모델(건프라)을 중심으로 하는 기획 "모빌슈트 배리에이션" (MSV)등에 등장하는, 가공의 군사계획. 지구연방군의 병기개발 계획이다.
(주의: 또한, 본 항에서는 해설의 편의를 위해, 일부 모빌슈트 (이하MS)의 명칭과 형식번호를 병기한다)

## 개요
FSWS계획이란, 지구연방군이 일 년전쟁 중기 이후에 검토한 병기개발 계획이다. 당시 V작전으로 진행되고 있었던 RX-78 건담의 강화안으로서 고려되고 있었다. FSWS란 'Full armored System &Weapon System'의 생략이 아닐까라는 말이 있지만, 상세한 것은 불분명하다.
V작전에서 어느 정도 결과를 얻어, 종전의 조짐을 보게 된 지구연방군 상층부는, V작전의 발전안으로서 건담용 증가 웨폰 시스템인 FSWS계획과, 건담의 완전양산 타입인 RX-81계획의 2개를 동시에 진행하고 있었다. FSWS계획에서는 이미 개발되어 있는 건담의 기체분 만큼만 증가 웨폰을 개발하고, 거기에서 얻어진 노하우를 RX-81에 쏟아 부을 예정이었다.
FSWS계획에서는 당초 두 플랜이 검토되었는데, 하나는 MS로서의 기능을 남긴 채 장갑과 화력을 증설한 풀아머 타입, 또 하나는 기체의 각부에 보조 추진 장치를 붙이든가, 하반신을 완전히 부스터로 덮는 등의 처리를 실시해서 코어 부스터 급의 추진력을 갖게 하는 고기동 타입이었다. 당초는 풀아머 타입의 팔부와 다리부를 바꿔다는 것으로 복수의 타입으로 변환 가능하게 해서 고기동 타입으로도 변환할 수 있게 검토되고 있었다는 기록이 있지만, 상세한 것은 불분명하다.
풀아머 건담에서는 건담의 기체를 그대로 둔 채 증가 장갑이나 화포, 보조 추진 장치 등이 설치되었지만, 헤비 건담에서는 건담의 기체 바로 그 자체에 증가 장갑을 달았다. 또, 풀아머 건담에서는 일반적인 장갑이 사용되었지만, 본 계획에 관련되어서 개발되었던 건담NT-1풀아머에서는 초밤 아머라고 불리는 특수한 장갑을 장비하는 등, 다양한 검토가 행하여졌다.
결과적으로 풀아머 건담의 방식이 좋은 평가를 받아, 이후 지구연방군에서는 비슷비슷한 증가 웨폰 시스템의 개발이 몇 번이나 행하여지게 되었다.
한편, 우주세기 0080년대 전반에는 풀아머 건담의 실기는 개발되지 않았다는 설이 있어, FSWS계획에 의해 실제로 모빌슈트 개발이 행하여진 것인가 아닌가는 신빙성에 의문이 있었다. 그러나 그 후의 조사에서는, 실제로 개발이 행하여지고 있었다, 라고 생각하는 것이 자연스럽다고 할 수 있는 사실도 여기저기 보인다.
배리에이션
- RX-78-2 건담
  - FA-78-1 풀아머 건담
    - FA-78-1B 풀아머 건담 (타입B)
    - 건담 아머드 타입

  - FA-78-2 헤비 건담
  - RX-78Opt. 건담 G대쉬
  - RX-78-2 고기동형 건담
- RX-78-7 건담 7호기
  - FA-78-3 풀아머 건담 7호기 (풀아머 건담3호기)
    - HFA-78-3 (FHA-78-3) 중장 풀아머 건담
- RX-78NT-1 건담 NT-1 (알렉스)
  - RX-78NT-1FA 건담 NT-1 (초밤 아머 장비형)
  - FA-78-X 알렉스 증가 장갑 시험형 (FSWS장비형)
    - FA-78NT-1 풀아머 알렉스
- 셔틀 건담 (T1호)

## 풀아머 건담
풀아머 건담 (FULL ARMORED GUNDAM)은 프라모델을 중심으로 하는 기획 "MSV"에 등장하는, 지구연방군의 증가 장갑 시험형 MS. 풀아머 건담라고 하는 이름은 속칭이며, 정식으로는 건담 풀아머 타입 (GUNDAM FULL ARMORED TYPE)이라고 한다.
풀아머 건담은 건담 이후의 신형 MS생산 계획에 의해 만들어진 시제 MS 중 하나다. 일 년 전쟁 말기에 연방군 내에서 극비리에 개발이 진행되었다. 이것은 FSWS (풀아머시스템 & 웨폰 시스템)이라고 불리는 건담의 개량 플랜에 준하고 있어, 간이 장착형의 증가 장갑과 무기로 몸을 감싸고 있다. 장갑에 의해 중량은 늘어났지만, 장갑 자체에 장비된 보조 추진 장치에 의해 기동성을 잃지 않고 내구력을 강화하는 것에 성공하고 있다. 무장도 어느 것도 강력해서, 당시의 휴대병기로서는 파격적인 화력을 가지는 '2연장 빔 라이플', 어깨부, 무릎부에서 소형 미사일을 발사하는 '미사일 베이', 등에 장비된 '360mm 로켓포' 등, 그 화력은 우주전함 1척 분에 해당한다. 뉴 타입 부대에 의한 집중 운용도 계획되고 있었지만, 그 하이 스펙 때문에 생산은 난항을 겪었다고 한다.
이 기체는 전후, 연방군이 공개한 몇 장의 사진에 의해 처음으로 그 존재가 밝혀졌다. 단 기체의 실재를 입증하는 재료로서는 부족했기 때문에 부정적인 목소리도 많아， 실제로는 홍보를 목적으로 한 시뮬레이션 이미지다, 라고 판단하는 전문가가 많았다. 그러나 빅 하보쿡예비역 중장에 의해 쓰여져, 우주세기 0094년에 출판된 '일 년 전쟁 전체 기록' 안에서, 일 년 전쟁 당시의 격추 스코어 랭킹 제7위에 이름을 올린 하인츠 베어중위 (모빌슈트 37기를 격추, 함정 2척을 격침. 계급은 당시의 것)가 탑승한 전시 유일한 MS가 당기다 라고 기록된 자료가 발표되었기 때문에, 다시 논의를 불렀다. 그 후 솔로몬 전, 아 바오아 쿠 전에서 목격 혹은 교전했다고 하는 정보나 증언도 발표되어, 복수의 기체가 실전에 투입되고 있었던 전모가 해명되었다. 단, 기존의 다른 사실과 대조했을 경우, 이들 증언에는 신빙성에 있어서 모순점도 적지 않게 있어, 아직 본 기의 존재 유무, 배치 상황 상세에 대해서는 아직까지도 큰 수수께끼가 되고 있다.
이런 진상이야 여하튼, '이미 완성된 MS에 다시 증가 장갑을 다는 것으로 성능향상을 도모한다'라는 아이디어 바로 그것은, MS 개발 스탭에게는 전통적인 것이었기 때문인지, 일 년 전쟁 뒤에 개발된 MS 중에는, 당 기와 같은 증가 장갑 플랜이 제안되고 있는 기종도 적지 않게 존재했다.
등장 작품
- 만화판 "기동전사 건담0080 주머니 속의 전쟁" (池原しげと  작화) 에서는, 일 년 전쟁 말기의 우주세기 0079년 12월 25일 오전 10시 55분, 사이드6 근해에서 연방 함대에 의해 무사이급이 격침된 전투에서 1기의 풀아머 건담이 목격되고 있다.
- TV 게임 "기동전사 건담 MS 전선 0079"에서는 우주세기 0080년 1월 1일, 아프리카 전선에서 잠복을 결심한 지온군을 소탕하는 작전의 일환으로서, 대량의 짐 코만도, 양산형 건탱크와 함께 1기의 풀아머 건담이 투입된다 (파일럿은 일반병 취급). 주 표적이었던 지온군 브라우아 소대 앞을 가로막지만, 격파된다. 한편, 이 싸움 직후에 종전방송이 흐르고, 일 년 전쟁이 종결된다.
- 아케이드 게임 "기동전사 건담 스피리츠 오브 지온"에서는, 같은 해 12월 25일, 다카시 기타모토 대위 기가 솔로몬 공략전에 투입되고 있다. 솔라 시스템의 제2파 조사가 직면하고 있을 때, 지온 공국군의 에이스 부대 '수라의 쌍별'과 솔로몬 내부 격납고에서 우연히 나 교전한 끝에, 대파한다. 한편, 기타모토 대위의 기체는 증가 장갑 부분이 푸르게 도장되어 있고, 소체로 사용되고 있는 건담은 RX-78-1 프로토타입 건담인 것이 특징이다.
- 만화 "기동전사 건담 MSV전기 조니 라이덴"에서는, 같은 해 12월 31일의 아 바오아 쿠 전 당시에 조니 라이덴소좌와 두 번 교전하고 있다. 초전은 라이덴이 탑승한 고기동형 겔구그을 압도적인 화력에 의해 격파. 탈출한 라이덴은 항공 모함 도로스에 착함하고, 애기였던 고기동형 자쿠II에 독자적인 개조를 가한 고기동형 자쿠II개량형 풀 바렛으로 재출격했다. 재전에서는 고기동 전투로 서로 경쟁했지만, 최종적으로 근접 격투로 들어갔기 때문에 패퇴해 대파했다. 소속 부대나 탑승자는 상세불명.
- 만화 "기동전사 건담 0079"에서는, 화이트 베이스가 자부로에서 우주로 올라갔을 때에 아무로 레이가 탑승하는 RX-78-2 건담에 장갑 (FSWS로 부름)이 설비되는 식으로 등장했다 (극중에서는 풀아머 건담로는 불러지지 않았다). 아무로는 토크완이 탑승하는 비그로과 교전 시에 클로에 붙잡힐 뻔 했지만, 장갑을 배출해서 이것을 회피해 격파하고 있다.
- 아케이드 게임 "기동전사 건담 0079 카드 빌더"에서는, 상기의 병장이 재현된 풀아머 건담이 3종류 등장. 특히 버스트 라이너 탑승기는 흉부 미사일 런쳐를 사용할 수 있고, 팔 부 2연장 빔 라이플이 장비되지 않은 타입의 푸른 풀아머 건담이 되고 있다.
- 아케이드 게임 "기동전사건담 전장의 굴레"에서는, 기동성은 낮지만 대단히 높은 화력을 가지는 '사격형' 기체로서 등장. 격투 공격이 불가능했지만, REV.2부터 격투용 메인무장으로서 펀치가 설정되었다. 서브 무장으로서 두부 발칸, 미사일 베이 (파괴탄), 미사일 베이 (섬광탄)을 선택 가능.

디자인
코단샤가 발행한 잡지 '코믹 봉봉'에 연재된 만화 "프라모광 시로"에 등장한 '퍼펙트 건담'을, 小田雅弘이 "MSV"에 추가하기 위해서 우주세기에 존재한 MS로서 보다 군용기인 듯한 디자인으로 리파인 하면서 탄생했다. "프라모광 시로"에서는 역수입하는 식으로 퍼펙트 건담을 대신하는 쿄다 시로(京田四郎)의 애기로서 등장한다. 나중에 퍼펙트 건담III 즉 '레드 워리어'의 등장에 따라 '퍼펙트 건담II' (단행본에서는 퍼펙트건담 Mk-II)라고도 불리게 되었다. '코믹 봉봉'에서는 이 퍼펙트 건담II를, '1/144풀아머 건담'의 형성 색을 변경해서 데칼 등을 추가한 뒤에, '건담 풀아머 타입 커스텀'이라는 명칭을 붙여서 독자 선물로 주기도 했다. 한편, "광 시로" 봉봉지 첫 출현시에는 '스트롱 건담'이라는 통칭을 붙였지만 정착은 되지 않고, 단행본화 될 즈음에 삭제되었다.
보충
프라모델화된 때는 박스 아트에 복수의 본 기가 활약하는 모양이 그려지고 있지만, 이것은 뉴 타입 부대에 의한 집중 운용을 상정한 CG다 라는 설정이 되었다.
당 기는 건담을 제재로 한 비디오 게임이나 만화 등에서 자주 등장하지만, 다른 작품과의 정합성을 그다지 고려하지 않고 있을 경우가 많다. 또, 게임 작품에 등장할 때는, 어깨와 무릎의 미사일 포드 설정은 "전장의 굴레" 외에는 대부분 재현되지 않고 있다.

### 풀아머 건담 (타입B)
메카닉 디자인 기획 "MSV-R"에 등장하는 기체.
종래의 '풀아머 건담'과의 차이로서는, 베이스 기가 RX-78-3 G-3 건담이 되었고, 오른팔부 증가 장갑에 장비하는 빔 라이플도 2연장에서 3연장으로 되고, 뒤의 웨본 래치에 복합식 대형 미사일 런쳐가 추가되었다. 또, 왼팔 부 증가 장갑에 빔 사벨)이 2개 수납되어 있다.

### 건담 아머드 타입
반다이의 프라모델 '마이크로 건담'에 등장. 풀아머 건담의 상반신 장갑만을 장비한 타입.

## 헤비 건담
헤비 건담 (HEAVY GUNDAM)은 프라모델을 중심으로 전개될 예정이었던 기획 "MS-X"에 등장하는, 지구연방군의 증가 장갑 시험형 MS.
풀아머 건담의 개발 계보에 속하지만, 증가 장갑을 다는 것이 아니고, 본체 바로 그자체의 장갑을 중후하게 하는 것으로 내구성의 향상을 목표로 한 기종.
헤비 건담은 건담 이후의 신형 MS생산 계획에 의해 만들진 시제 MS 중 하나다. 지구연방군에는 중장갑에 의해 탑승자 (혹은 기체의 기밀)을 지켜야 한다는 전통이 있었던 것 같고, 건탱크나 건캐논의 중장갑은 그것을 나타내고 있다. 그 때문에 중무장 중장갑으로서 개발된 MS의 대표 격이라고도 말할 수 있는 것이 중장갑의 풀아머 건담이었다.
루나 티타늄 (후에 건다리움 합금으로 개칭)으로 덮인 건담은 자쿠II의 머신건을 무시할 정도였지만, 개량형인 구프에게는 복부 장갑판을 손상되었다. 그 때문에 건담의 전신을 추가 장갑으로 가린다는 안이 부상했지만, 탈출 기구인 코어 파이터가 사용 불능이 된다는 딜레마도 겸비하는 것이 되었다. 그래서 제1안으로서 풀아머 건담으로서 증가 장갑은 모두 배제할 수 있는 식으로 추가 장갑이, 제2안으로서 코어 블록 시스템을 가지지 않는 장갑 강화형의 헤비 건담이 기획되었다고 한다.
헤비 건담은 코어 블록 시스템을 가지지 않고, 대신에 콕핏 주변 장갑의 강화가 특징으로, 복부 콕핏 부분은 가슴의 덕트 형상을 변경할 만큼의 큰 원형 장갑으로 덮어져 있다. 오른쪽 어깨에 대형 빔 캐논을 고정 무장으로서 가지고, 양쪽 발에는 증가 쓰러스터가 추가되어, 늘어난 자중에 대처하고 있다. 머리 부의 센서는 신뢰성이 높았던 건캐논과 같은 것이 채용되어 있는 듯, 종래의 듀얼 센서가 아니고, 바이저 모양이 되어 있다.
극중에서의 활약
지구연방군의 덴 바자크 대좌가 거느리는 특무부대에서 동 대좌의 탑승기로서 사용되었다고 한다. 이 부대는 지온 공국군의 페즌 계획을 조사하기 위해서 편성된 것이라고 한다.
만화 "기동전사 건담 MSV 전기 조니 라이덴"에서는, 우주세기 0082년에 지온공화국 방위 목적으로 사용되고 있었지만, 지온 공국군 잔당 Dr. Q가 타는 퍼펙트 자쿠에 의해 격추되는 모습이 그려지고 있다. 탑승자 등의 상세한 것은 불분명하다. 단, 이 작품자체는 공식설정이 아니다.
등장 작품
- 아케이드 게임 "기동전사 건담 0079 카드 빌더"에서는, 상기의 병장이 재현된 3종류의 카드가 등장하고, 특히 건 캐리 형태는, 스스로 퍼지 하든가 상대에게 격추되면, 안에서 프레임 런쳐 장비의 헤비건담이 출현하게 되어 있다.
- 아케이드 게임 "기동전사 건담 전장의 굴레"에서는 '근거리전형' 모빌슈트로서 등장. 격투와 사격의 밸런스 중시가 많은 근거리전형으로서는 이례적인 중장갑 고화력 타입으로 내구력은 높지만, 기동성은 낮다. 등의 빔 캐논 포, 개틀링 포와 미사일 런쳐가 일체화해서 3종류의 용도로 사용할 수 있는 대형 소지 무기 '프레임 런쳐', 빔 사벨을 무장으로 한다. watch. impress. co. jp/docs/20080917/pod. htm

## 고기동형 건담
게임 "기동전사 건담 기렌의 야망 지온 독립 전쟁기"에 등장. 건담의 등 및 다리 부에 보조 추진 장치를 장비한 고기동 타입으로, 우주공간 전용기다.
FSWS계획에서의 고기동 타입 중 하나에 해당한다고 생각되지만, 상세한 것은 불분명하다. 실기의 개발이 행하여진 것인가 아닌가는 의문이 있다. 게임상서는 연방군 중에서 최후로 개발되는 기체이지만, 주병장인 더블 빔 라이플의 명중률은 RX-78-2보다 뒤진다.

## 건담G대쉬
게임 "GUNDAM TACTICS MOBILITY FLEET 0079"에 등장. 건담의 A부품 (상반신)에 코어 블록을 제거하고, 우주전 사양의 G대쉬 부품을 장착한 고기동 타입.
건담 MA모드의 발전형으로 생각되며, FSWS 계획에서의 고기동 타입 중 하나에 해당한다고 생각되지만, 실기의 개발이 행하여진 것인가 아닌가는 알 수 없다. 전장이 우주로 이행했을 때의 RX-78 용 파워 업 부품으로서 개발되었다라는 설, B부품의 파손에 의해 루나 투에서 갑작스럽게 만들어 내진 기체라고 하는 설 등 각양각색인 설이 있지만 상세한 것은 불분명하다. 그렇지만, 그 스펙은 대단히 높고, 순양함에 필적하는 순항 성능과 화력을 자랑했다고 하는 기록이 보인다.
G대쉬 부품은 순양함 급의 가속 성능을 가지는 부스터 유니트와 웨폰 디바이스로 구성되어 있다. 웨폰 디바이스는, 부품 상부의 2문의 폴딩 빔 캐논으로 구성되어 있다. 폴딩 빔 캐논은 사용하지 않을 때, 전투에 방해되지 않도록 후방을 향하고 있고, 필요할 때에 A부품의 팔에 의해 끌어 내져, 각각의 방아쇠를 당기는 것에 의해 발사된다. 이것에 의해 빔 사벨의 사용도 가능하다. 또 아군 MS를 내버려두고 튀어나가 버리는 순항 능력을 생각하면, 파일럿에게는 높은 전술 안목과 생존 능력을 요구하고 있었던 것 같다.
극중에서의 활약
우주세기 0079년 11월 11일, 루나 투 함대에 배치되어, 지구 외주 궤도 상에서의 오데사 이탈 부대추격 작전, 솔로몬 공략전, 아 바오아 쿠 공략전에 참가하고 있다.
디자인
메카닉 디자인은 오오카와라 쿠니오 (大河原邦男). bandaigames. channel. or. jp/games/games_pc. html

## 풀아머 건담 7호기
메카닉 디자인 기획 "M-MSV" (오오카와라 쿠니오 (大河原邦男)컬렉션)에 등장。풀아머 건담, 헤비건담에 이어지는 형식 때문에,' 풀아머 건담 3호기이라고도 불린다.
FSWS 플랜에 완전 대응한 RX-78-7 건담7호기에 증가 장갑을 단 형태다. 기동력과 격투 성능을 희생시킨 대신, 압도적인 화력과 방어력을 소유한다. 일 년 전쟁 시에, 자부로에 남겨져 있었던 건담 7호기를 기초로 해서 개발이 진행되고 있었지만, 본체의 기초 프레임이 완성된 시점에 종전을 맞이했기 때문에, 개발은 중단이 되었다.
한편, PS3용 게임 "기동전사 건담 전기"에 등장하는 것에 즈음하여, 건담 7호기와 함께 풀아머 사양도 카토키 하지메에 의한 디자인의 리파인이 행하여졌다.

### 중장 풀아머 건담
풀아머 건담 7호기에 가일층 증가 장갑을 단 형태다. 일 년 전쟁 당시의 기술로는 개발은 불가능이라고 하며, 단순한 탁상 플랜에 지나지 않는 것 같다. 건담 시제 3호기 (덴드로븀)이 본 기의 직접적인 발전형이라고도 말할 수 있다 (형식번호: HFA-78-3 (FHA-78-3))
등의 거대한 부스터와 더욱 거대화한 빔 캐논, 옆으로 크게 연장된 어깨가 특징으로, 모빌아머의 특징이 많이 보인다.
형식번호는 오랫동안 FHA-78-3이라고 하는 오식이 침투하고 있었지만, 본래는 HFA-78-3이다.

## 알렉스 증가 장갑 시험형
건담 NT-1에 'FSWS시험안'에 근거한 증가 장갑을 단 형태다 (형식번호:FA-78-X). 프라모델 '1/144 RX-78NT1 건담NT-1'의 조립설명서에 게재되고 있었던 일러스트를 바탕으로, '하비 재팬 (ホビージャパン)'지나 대일본회화 (大日本絵画)의 잡지 '모델 그래픽스' 등에서 각각 독자적으로 설정을 부기해서 프라모델 작례가 만들어졌다. 단, 일러스트의 오른쪽 가슴의 마킹을 보면 알 수 있듯, 본래는 '알렉스의 풀아머화'가 아니고 FA-78-1 풀아머 건담의 "0080"판이라고 해야 할 물건이다.
건담NT-1 풀아머의 쵸범 아머 개발에 실패했을 경우를 고려하고, 종래 형의 증가 장갑을 설비한 타입이다. '모델 그래픽스'에 따르면 건담NT-1의 2호기인 그레이의 기체를 기초로 개발되었다고 한다. 형식번호는 '하비 재팬'에서 설정되었다.
만화 "기동전사 건담 카타나"에서는, ' 풀아머 알렉스'라는 명칭으로 등장 (형식번호:FA-78NT-1). 우주세기 0084년에 발생한 반지구연방 조직 '신 페더럴'에 소속하고, 기체는 빨갛게 도장되어 있다. 파일럿은 코데츠이다.

## 셔틀 건담
하비 재팬이 발행한 잡지 '하비 재팬'별책 "HOW TO BUILD GUNDAM3 Z GUMDAM"에 등장. 처음으로 자력으로 대기권 이탈 및 돌입을 한 모빌슈트.
우주세기 0083년 3월경, 지구연방정부가 지구연방군에 대하여, 액시즈에 대한 견제 때문에, 건담을 닮은 만능 가변 모빌슈트를 개발하도록 요청했다. 본 기는 헤비 건담의 설계도를 기초로 개발되어, 시제 1호기는 T1호 (트라이얼1호)라는 코드네임을 붙여지고, 다음해에 완성되었다.

## 개발된 보조 병기

### 버스터 라이너
"MS-X"에 등장하는 지구연방군의 우주·지상용 이동 포대.
버스터 라이너는 건담 이후의 신형 MS 생산 계획에 의해 파생한 보조 병기다. MS의 항속 거리 부족이나 화력 부족을 보충하기 위한 유니트의 하나로 서브 플라이트 시스템의 원형에 해당한다.
원래 RX-78 건담에는 G파이터라고 불리는 동등한 장비가 존재했지만, 파일럿을 별도로 필요로 하는 점이나, 수납을 위한 스페이스를 비우는 것에 의해 일어나는 기체 강성의 부족, 풀아머 계획에 의한 규격의 변화 등에 의해, 풀아머 건담용의 결전 병기라는 식으로 대형 빔 병기를 장비한 이동 포대로서 기획되었다 (헤비 건담이라도 사용은 가능). 단, G파이터의 컨셉을 닮은 '건 캐리'라고 하는 병기도 동시에 계획되었고, 이쪽은 주로 헤비 건담용의 보조 병기다.
그러나, 버스터 라이너는 원래 전함 급 빔 병기를 소유하고 있었던 RX-78 건담, 그 강화판인 풀아머 건담의 추가 장비로서 기획되었기 때문에, 그 출력에 의문이 남았다. 풀아머 건담의 자중이 늘어나는 것은 문제였지만, 무중력의 우주공간에서의 운용에 그렇게 문제가 되리라고는 생각되지 않았던, MS 급의 전체 길이를 가진 대형 빔 런쳐를 소유하는 버스터 라이너는 탁상 플랜으로 끝났다. 그러나, 그리푸스 전역이후에는 그 컨셉의 유용성이 재평가되어, '메가 라이더'가 개발되었다. (서브 플라이트 시스템라고 불린 도다이 개량형이나 게타 등을 파생기로 간주할 수 있다. …도다이 계 SFS는 지온군의 '도다이YS'로부터 발전했기 때문에, '버스터 라이너'와는 별개로 다루어야 한다.)  또, 용도 상 '서브 플라이트 시스템'이라고는 하지는 않더라도, 백식의 메가 바주카 런쳐도 직계에 해당한다고도 할 수 있을 것이다.
극중에서의 활약
"MS-X"의 기획 단계에서는, 버스터 라이너 8기가 풀아머 건담 8기와 함께 우주 항공모함 노쓰 폴에 탑재되어, 운용될 예정이었다고 한다.
게임 "기동전사 건담 외전 콜로니가 떨어진 땅에…"에서, 진행 상황에 따라서는 지온공국군의 오스트레일리아 방면군에게 탈취되어, 지상용 모빌아머 라이노사러스의 주포로서 탑재된다.

### 건 캐리
"MS-X"에 등장하는 지구연방군의 우주·공중용 수송기. G파이터의 발전 타입이지만, G파이터와 비교하면 수송 및 방어에 특화한 기체다. 기본적으로는 헤비 건담용의 보조 병기이며, 풀아머 건담에 사용할 수 있는가 아닌가는 불분명하다.
"푸라모광 시로"에서는 다소 디자인이 변경되어, '건 캐리어'라는 명칭으로 퍼펙트건담III (레드 워리어)와 함께 등장하고 있다.
이쪽은 '캐리어 슈트'라고 말한다 모빌슈트 형태로 변형할 수도 있고, 단기로도 격투전을 실시할 수 있게 되어 있다.

## RX-80계획
잡지 'MJ (모형정보)'에 연재된 메카닉 디자인 기획 "F.M.S" (후쿠치 (福地) 모빌슈트 스테이션)에 등장. RX-80이라는 모빌슈트와, GFX-1이라고 하는 새로운 건담을 개발하는 계획이었던 것 같지만, 상세한 것은 불분명하다.

## RX-81계획
RX-81계획 (아르 엑스 팔십일 계획)은 "모빌슈트 배리에이션"에서는 설정만 존재하고, "M-MSV" (오오카와라 쿠니오 (오오카와라 쿠니오 (大河原邦男)) 컬렉션)에서 디자인 및 추가 설정이 세워진, 지구연방군의 MS개발 계획.
V작전에서 높은 평가를 받았던 건담의 완전 양산 계획이다. 건담의 양산형으로서는 짐이 유명하지만, 짐의 개발은 실제로는 건담과 병행해서 행하여지고 있었고,또 생산성을 중시하고 있었기 때문에, 건담에 비해서는 대단히 스펙 다운한 기체가 되어버렸다. RX-81계획에서는 뉴 타입 파일럿이 탑승했을 때의 건담의 기능을 그대로 보유하고, 더욱이 FSWS계획에 의한 증가 웨폰 시스템을 처음부터 담을 예정이었다.
RX-81계획은 전쟁 중, 짐의 생산을 우선하기 위해서 일시 동결되고 있었지만, 전후의 혼란이 줄어든 우주세기 0081년에 재개하고, 이 시점에서 처음으로 모빌슈트의 설계가 개시되었다. MS로서의 RX-81은, 소체로서의 운용은 행하여지지 않고, 반드시 증가 웨폰 시스템을 장비한 상태로 운용되게 되고, 건담을 직접 계승한 일반적인 사양인 스탠다드 타입과, 짐 라이트 아머을 계승한 고기동형인 라이트 아머타입이 설계되었다. 게다가, 일격 이탈 전법용의 돌격형인 어솔트 타입과, 풀아머 건담을 계승한 증가 장갑형인 풀아머 타입도 검토 되고 있었던 것 같지만, 실제로 설계까지 행하여진 것인가 아닌가는 불분명하다.
RX-81은 코어 블록 시스템은 채용되지 않고, 또, 머리 부분 센서는 건캐논이나 짐과 같은 타입의 것이 채용되는등 양산성도 고려되고 있지만, 증가 웨폰 시스템이 채용되었기 때문에 역시 고가인 기체가 되어버렸다. 결국, RX-81은 상당한 평가는 얻었지만, 전후의 혼란을 진정시키며 군축을 지향하고 있었던 당시의 지구연방군에 있어서는 오버 스펙이었기 때문에 채용되지 않고, 양산 MS는 짐 계통의 기체가 그 후로도 대부분을 차지하게 되었다.
그러나, 게임 "기동전사 건담 전기"에서는, 뒤에 개발이 재개되어 실전사양으로 재설계 하면서 ' 지 라인'이라고 명명되어, 우주세기 0081년에 지온군 잔당 사냥을 임무로 하는 연방군 특무부대 팬텀 스위프 대에 배치되고 있다.
기본이 되는 소체에 아머를 장착하는 것으로, 출력 강화 타입 '스탠더드 아머', 고속기동 타입 '라이트 아머', 새롭게 더해진 근접 격투 타입 '어솔트 아머'로 환장 할 수 있는 사양은 그대로이지만, 개수전과는 달리 아머를 장비하지 않는 소채인채로도 운용이 가능해졌다. 또, 종래 기와의 큰 차이로서, '스탠더드'의 특징이었던 어깨 부 개틀링 스매셔가 백팩용 옵션병 장의 하나가 된 점을 들 수 있다. 이것은 다른 옵션 병장인 '미사일 런쳐' '어솔트 캐논'을 포함시킨 각 아머와의 공용이 가능하게 의도되어 있어, 작전에 따른 조합에 의해 여러 가지 무장 운용 예가 상정되었다.
그 외에도 RX-78 계와 같이 백팩에 2개의 빔 사벨을 고정 병장으로 가지고 RGM-79 계의 쉴드가 외부 병장으로 추가, '라이트 아머'의 어깨 상부에 존재하는 4연 버니어의 삭제, 머리 부 고글의 보호용 바이저의 가동화, 고글 밑에 트윈 아이로 보이는 디테일 등의 변경점이 있다.
한편, 같은 건담 완전 양산화 안으로서 RG-79AV 계획이 존재한다. 더욱 RX-78계의 특징을 진하게 남긴 외관 (건담으로부터 허리의 헬륨 코어 유니트를 제거하고, 헤비 건담과 같은 고글 타입 카메라 아이를 가진다)이 되어 있다. 지극히 소수이지만 실기가 양산되었다라는 정보도 있다 (보드게임 "트와일라이트 오브 지온"에서).

### RX-81 지 라인 기본 프레임
게임 "기동전사 건담 전기"에 등장. 아머를 장비하지 않는 소체 상태. 방어력에 난점은 있지만, 짐 계통과 비교하면 충분히 높은 전투 능력을 발휘한다.

### RX-81ST 스탠더드 (지 라인 스탠더드 아머)
"M-MSV"에 등장. RX-81의 통상 타입이며, 건담을 직접 계승한 기체다. 짐에 대신하는 양산MS가 될 예정이었다. 또한 장갑은 라이트 아머와 어솔트 아머의 중간이라고 할 수 있는 미들 아머다.
- 풀 장비 상태

공격력의 증가와 작전시간의 연장을 목적으로 지 라인 스탠더드 아머의 등 백팩에 개틀링 스매셔를 장비하고, 프로펠런트 탱크를 2개 추가한 상태.
- RX-81ST-AC 스탠더드 아머 (어솔트 캐논)

어솔트 캐논 장비형. "기동전사 건담 전기"에서 유료 전송된 모빌슈트.

### RX-81LA 라이트 아머 (지 라인 라이트 아머)
"M-MSV"에 등장. RX-81의 고기동 타입이며, 에이스 파일럿에게 배치되는 고성능 모빌슈트가 될 예정이었다. 기동성을 높이기 위해서 최저한의 장갑만을 장착하고, 머리 부에 장거리 공격용의 센서 유니트를 장착한다.
- 풀 장비 상태

고기동을 살린 원거리로부터의 대화력 공격을 목적으로, 등에 미사일 포트와 백팩을 장착하고, 롱 레인지 빔 라이플을 장비한 상태.
- RX-81LA-AC 라이트 아머 (어솔트 캐논)

어솔트 캐논 장비형. "기동전사 건담 전기"에서 유료전송된 모빌슈트.

### RX-81AS 지 라인 어솔트 아머
게임 "기동전사 건담 전기"에 등장. 짐 스트라이커의 흐름을 따르는 근접 전투에 특화한 타입. 두꺼운 추가 장갑과 지온의 기술을 응용한 히트 랜스를 장비한다.
- 풀 장비 상태

대 추력 백팩과 가동식 어솔트 캐논을 추가로 장비한 상태. 개발 베이스가 된 풀아머 건담의 발전 양산형이라고도 말할 수 있는 사양이 되어 있다.
- RX-81AS-AC 어솔트 아머 (어솔트 캐논)
- RX-81AS-ML 어솔트 아머 (미사일 런쳐)
- RX-81AS-GS 어솔트아마 (개틀링 스매셔)

각각 어솔트 캐논, 미사일 런쳐, 개틀링 스매셔 탑재형. "기동전사 건담 전기"에서 유료전송된 모빌슈트.

## 그 이후의 FA플랜
- RX-78GP01-FA 풀아머 건담 시제 1호기
- FA-178 풀아머 건담Mk-II
- FA-100S 풀아머 백식 개량형
- FA-006ZG 풀아머 Z건담
- FA-007GIII 풀아머 건담Mk-III
- FA-010S 풀아머 ZZ건담
  - FA-010A  FAZZ (파즈)
- FA-93S 풀아머 뉴건담
  - FA-93HWS 뉴건담 (헤비 웨폰 시스템 장비형)
- V건담 캐논 타입

## 같이 보기
- 건담 시리즈에 등장하는 병기 목록